# ブックウォーカー
株式会社ブックウォーカー（英: BOOK WALKER Co.,Ltd.）は、かつて存在したKADOKAWAグループのデジタル戦略子会社。電子書籍ストア「BOOK☆WALKER」の運営をはじめ、電子書籍等の販売・取次を行なっていた。

## 沿革
- 2005年（平成17年）12月1日 - 株式会社角川ホールディングス（現：KADOKAWA KEY-PROCESS）の子会社として株式会社角川モバイル（かどかわモバイル）を設立。
- 2006年（平成18年）
  - 4月 - EZweb向け電子書籍サイト「ちょく読み」を開始。
  - 6月16日 - iモード向け電子書籍サイト「ちょく読み」を開始[2]。
  - 9月27日 - 松下電器産業株式会社（現：パナソニック）および株式会社東京放送（現：TBSホールディングス）と共同で電子書籍事業会社ワーズギア株式会社を設立[3]。
- 2007年（平成19年）
  - 4月 - Yahoo!ケータイ向けに電子書籍サイト「ちょく読み」を開始[4]。
  - 6月27日 - ソネットエンタテインメント株式会社（後のソニーネットワークコミュニケーションズ株式会社）および株式会社電通イー・リンク（現：DAサーチ&リンク）と共同で地域情報探訪サイト「街ログ」を運営する株式会社ソネット・カドカワ・リンクを設立[5]。
  - 7月 - iモード向けの総合動画配信サイト「iムービーゲート」をオープン[6]。
  - 12月3日 - 角川グループホールディングスの子会社として株式会社ムービーゲートを設立。
  - 12月 - ケータイ向け総合ニュースサイト「News ウォーカー」を開始[7]。
- 2008年（平成20年）
  - 4月1日 - 株式会社角川マーケティングへのクロスメディア系事業統括業務の移行に伴い、株式会社角川モバイル、株式会社ムービーゲートが角川マーケティングの子会社となる[8]。
  - ケータイ向け電子書籍サイト「最強☆読書生活」とケータイ向け電子コミックサイト「最強☆コミック」を運営するワーズギア株式会社を子会社化。
- 2009年（平成21年）
  - 8月21日 - 角川グループにインキュベーションユニット創設に伴い、角川グループホールディングスの子会社として株式会社角川インキュベーションを設立。株式会社角川モバイル、株式会社ムービーゲートが角川インキュベーションの子会社となる。
  - 10月1日 - 角川モバイルを存続会社として株式会社ムービーゲート、 株式会社角川インキュベーションを合併、商号を株式会社角川コンテンツゲートに変更し、角川グループホールディングス（現：KADOKAWA KEY-PROCESS）が直接の親会社となる[9]。
  - 12月10日 - 映像配信サイト「MovieGate」（ムービーゲート）オープン[10]。
- 2010年（平成22年）
  - 2月10日 - 投資会社NTTインベストメント・パートナーズ株式会社（現：株式会社NTTドコモ・ベンチャーズ）と共同でNTTプライム・スクウェア株式会社を設立。
  - 12月3日 - 電子書籍配信プラットフォーム「BOOK☆WALKER」iPad/iPhone版を運営開始[11]。
- 2011年（平成23年）
  - 1月1日 - ワーズギア株式会社を吸収合併[12]。
  - 4月21日 - 電子書籍配信プラットフォーム「BOOK☆WALKER」がAndroid版サービス提供開始[13]。
  - 8月 - 電子コミック新レーベル「PRIMERO」創刊[14]。
  - 10月 - ティーンズ向けオリジナル小説レーベル「KCG文庫」を創刊[15]。
  - 10月 - 女性向けコミック誌「コミックゲートアッシュ」創刊。
  - 11月 -「BOOK☆WALKER」と株式会社ドワンゴ及び株式会社ニワンゴが運営する「ニコニコ静画（電子書籍）」とのサービス連携を開始[16]。
  - 11月 - 男性向け電子漫画レーベル「KCGコミックス」創刊[17]。
  - 12月14日 - 「BOOK☆WALKER」PCストア（電子書籍の購入のみ）を提供開始[18]。
- 2012年（平成24年）
  - 7月1日 - 商号を株式会社ブックウォーカーに変更、ソーシャルゲーム事業をエンターブレインに譲渡[19]。
  - 8月31日 - この日をもってムービーゲートの動画配信サービスを全面終了。
  - 12月 - 「BOOK☆WALKER中文館」（繁体字）を提供開始[20]。
- 2013年（平成25年）
  - 2月7日 - WindowsおよびMac OS向けPCビューアー「BOOK☆WALKER Viewer for PC（β）」を正式公開[21]。
  - 3月25日 - 「BOOK☆WALKER」と株式会社BookLiveが運営する総合電子書籍ストア「BookLive!」との間で電子書籍の本棚連携を開始[22]。
  - 4月1日 - 「BOOK☆WALKER」とKDDI株式会社が運営する電子書籍ストア「ブックパス」との間で電子書籍の本棚連携を開始[23]。
  - 5月16日 - 「BOOK☆WALKER」とメディアファクトリーが運営する電子書籍ストア「MFラノベ☆コミック」との間で電子書籍の本棚相互共有を開始[24]。
  - 8月1日 - 「BOOK☆WALKER」と株式会社ドワンゴ及び株式会社ニワンゴが運営する「ニコニコ静画（電子書籍）」との間で電子書籍の本棚相互共有を開始[25]。
- 2014年（平成26年）
  - 6月20日 - NTTドコモと電子雑誌サービス「d マガジン」を提供開始。
  - 9月2日 - 株式会社キャラアニ全面協力の下、総合電子書籍ストア「BOOK☆WALKER」にてフィギュアやCD・DVD等キャラクターグッズの販売を可能とする通販サービス「BOOK☆WALKER 通販」を開始[26]。
  - 12月8日 - 株式会社BCCKSが提供する個人出版支援サービス「BCCKS」とサービス連携し、個人出版サービス「BWインディーズ」をサービス開始[27]。
- 2015年（平成27年）
  - 6月29日 - 「BOOK☆WALKER」とトーハンが運営する電子書店「Digital e-hon」とにおいて、本棚（購入履歴）連携および両サイトのポイント交換サービスを開始[28]。
  - 7月13日 - 台湾角川と台灣漫讀股份有限公司を設立。
  - 9月8日 - 個人出版登録サービス「著者センター」を開始[29]。
  - 10月1日 - 「BOOK☆WALKER英語版」を提供開始。
- 2016年（平成28年）
  - 10月 - タレント生放送プラットフォーム「生テレ」を開始[30]。
  - 12月5日 - 電子雑誌読み放題サービス「マガジン☆WALKER」を提供開始。
- 2017年（平成29年）
  - 1月 - 電子書籍を同人誌即売会で対面販売出来る「BWインディーズ カード」を試験提供[31]。
  - 7月 - スカパーJSATと電子雑誌サービス「スカパー！マガジン」を提供開始。
  - 9月19日 - ニコニコ書籍がBOOK☆WALKERにシステム統合[32]。
  - 11月21日 - BOOK☆WALKERにて小説投稿サイト「カクヨム」上で開催した「BOOK☆WALKER BWインディーズ コンテスト」の受賞5作品を発売。
- 2018年（平成30年）
  - 4月 - エンターテインメント事業部タレントデータベースグループの行う一切の事業を吸収分割により株式会社KADOKAWAに譲渡[33]。
  - 4月1日 - 株式会社ドワンゴから株式会社トリスタの全株式を取得し、子会社化[34]。
  - 5月16日 - BOOK☆WALKER個人出版サービスとWEB小説サイト「カクヨム」が連携を開始。
  - 9月6日 - ニコニコ漫画公式チャンネル「BOOK☆WALKER」がオープン[35]。
  - 9月25日 - BOOK☆WALKERとニコニコ書籍のスマートフォンアプリを統合し、BOOK☆WALKERアプリの名称を「BN（BOOK☆WALKER・niconico） Reader」に変更。同時にWebストア「BOOK☆WALKER」が、ニコニコアカウントでのログインとニコニコポイント決済を導入[36]。
- 2019年（平成31年 / 令和元年）
  - 1月15日 - 電子コミックEPUBデータを無料で作成できるツール「BOOK☆WALKER 電子コミック作成ツール」（β版）の提供を開始[37]。
  - 4月15日 - 進化型おしゃべりアプリ「ISEKAI」Android版をリリース[38]。
  - 5月23日 - BOOK☆WALKERにて電子書籍をプレゼントできる「ギフト購入」機能をリリース[39]。
  - 7月1日 - 
    - 株主異動により株式会社KADOKAWAが直接の親会社となる。
    - 100%出資子会社として英語圏インフルエンサーによるマーケティング支援事業を行う株式会社GeeXPlusを設立。

  - 12月3日 - BOOK☆WALKERにて小説の定額制読み放題サービス「角川文庫・ラノベ読み放題」をスタート[40]。
- 2020年（令和2年）4月1日 - BOOK☆WALKERにて小説の定額制読み放題サービス「BOOK☆WALKER マンガ・雑誌 読み放題」をスタート[41]。
- 2021年（令和3年）
  - 8月11日 - スマホに最適化された話題のタテスクロールマンガ作品や人気連載の単話版が読める「BOOK☆WALKER 話・連載」開始[42]。
  - 10月1日 - 株式会社トリスタを吸収合併[43]。
- 2023年（令和5年）
  - 3月28日 - 親会社・株式会社KADOKAWAが電子書籍サービス「BOOK☆WALKER Thailand」を開始
  - 11月8日 - 話読み（1話ずつ購入して読む形式）のマンガに特化した、BOOK☆WALKERのサブブランドアプリ「ヨミー！powered by BOOK☆WALKER」を正式リリース[44]
- 2024年（令和6年）
  - 1月31日 - 株式会社ACCESSの電子出版事業の一部を会社分割（新設分割）により承継した株式会社PUBLUSを完全子会社化[45][46]
  - 5月23日 - 親会社・株式会社KADOKAWAと共同でスマートフォン向け漫画アプリ「カドコミアプリ」をApp Store、Google Playで提供開始[47]
- 2025年（令和7年）
  - 3月31日 - BOOK☆WALKER GLOBAL事業をKADOKAWAのグループ会社である米国のM12 Media LLCに移管[48]
  - 4月1日 - KADOKAWA Connectedと共にドワンゴへ吸収合併され解散[49]

## 主なサービス

### 電子書籍ストア事業
- BOOK☆WALKER
  - ヨミー！ powered by BOOK☆WALKER
- BOOK☆WALKER GLOBAL

### メディア事業
- ニコニコ漫画
- 読書メーター

### プラットフォーム事業
- dマガジン（運営：NTTドコモ） - NTTドコモと協業。雑誌専用ビューワーを提供
- dブック（運営：NTTドコモ）[50] - 作品の配信管理、システム改修、顧客対応を受託
- カドコミ（運営：KADOKAWA）
- 一迅プラス（運営：一迅社） - マンガ連載ページ、マンガのブラウザビューワ、配信登録ツール、話単位でのマンガ販売機能の開発を受託[51][52]
- コロナEX／CORONA EX（運営：TOブックス） - マンガ連載ページ 、マンガのブラウザビューワ、配信登録ツール、月額課金機能の開発を受託[53]

### 電子書籍取次事業
KADOKAWAグループの電子書籍データとグループ外出版社の電子書籍データと同人誌・個人出版登録サービス「著者センター」に登録された電子書籍データを国内・海外の電子書籍サービス事業者（Amazon Kindle、Apple Books、BookLive、ブックパス、コミックシーモア、dブック、DMM.com、ebookjapan、Google Play、honto、紀伊國屋書店 Kinoppy、LINEマンガ、めちゃコミック、ピッコマ、Rakuten kobo、Reader Store、Renta!、J-Novel Club、台湾BOOK☆WALKER等）へ取り次いでいる。

## 過去のサービス
- ちょく読み - ケータイ向け電子書籍サイト
- Newsウォーカー - ケータイ向けニュースサイト
- マガジン☆WALKER - 電子雑誌サービス。パソコン、スマートフォン、タブレットで閲覧に対応していた

### ムービーゲート
フィーチャー・フォン版
2007年7月2日にiモード向けの総合動画配信サイト「iムービーゲート」として開始。アニメチャンネル、ムービー＆ドラマチャンネル、グラビアチャンネル、ミュージックビデオチャンネルなどが存在した。2012年6月終了。
PC版
2009年1月23日、映画有料PC配信サイト「MOVIE GATE×MovieWalker」として開始。同年12月21日PC向け総合映像配信サイト「MovieGate（ムービーゲート）」にリニューアルし、2010年9月30日に終了。
スマートフォン版
2010年11月30日、iPhone/iPad向け有料動画配信サービス「MovieGate（ムービーゲート）」を開始。2012年8月31日終了。

### アニメNewtypeチャンネル
2007年7月24日に角川書店が開始した「月刊ニュータイプ」と連動したPC向け動画配信サイト。2011年1月に有料動画配信サービス終了し、月刊ニュータイプの公式サイトとなった。

### アニメNewtype
アニメ情報誌「Newtype」ブランドを冠したiモード向けアニメ動画配信サイト。

### 生テレ
無料でアイドルやタレントが出演する生放送が見放題サービス
- 声優サバイバル[61]
- Gテレ×生テレ グラビア★プリンセスオーディション[62]
- 9nine佐武宇綺×村田寛奈のバズり先生[63]

### ゲーム
- 伝説の勇者の伝説[64]
- ぷちぷち☆伝勇伝
- 伝説の勇者の伝説RPG
- 俺の妹 真妹大殲シスカリプス
- これはゾンビですか? はい、ソーシャルアプリです
- GOSICK 退屈姫の迷宮
- 生還せよ!戦国自衛隊
- 秘録 妖怪大戦争
- アグリーメントラブ～愛人契約～
- ガメラバトル

### アニメ
- 進め！ガチムチ3兄弟[65]
- 声優刑事
- 中間戦士 Mr.中
- 女子高生信長ちゃん!!

### 電子書籍レーベル
- PRIMERO
- KCGコミックス
- 百合缶
- 男主-DANSH-
- コミックゲートアッシュ
- ねこマンガ缶
- KCG文庫

### キャラボイス事業
- ISEKAI - 進化型おしゃべりアプリ。東芝デジタルソリューションズのコミュニケーションAI「RECAIUS」と 音声合成ミドルウェア 「ToSpeak™ Gx Neo2」を採用し、「この素晴らしい世界に祝福を！」の主要キャラクター「めぐみん」（CV.高橋李依）[66]と「盾の勇者の成り上がり」のヒロイン「ラフタリア」（CV.瀬戸麻沙美）のボイスを音声合成で忠実に再現[67]